# Persécution des alévis
La persécution des alévis est un ensemble de répressions subies par la communauté alevi bektachi, principalement sous l'Empire ottoman, mais avec des résurgences durant le XXe siècle, sous la république de Turquie, fondée en 1923.

## Historique

### Empire ottoman
Au début du XVe siècle, l’oppression ottomane envers les alévis devient insupportable : sous l'influence des harangues du prêcheur Celal, ils se révoltent une première fois en 1519 et soutiennent le Chah Ismaïl Ier, d'origine turkmène. Les partisans de ce dernier, qui portent un bonnet de couleur rouge avec douze plis en référence aux douze imams du chiisme duodécimain, se font appeler Qizilbash. Les Ottomans, qui s’étaient persanisés et arabisés, voyaient des ennemis dans les Qizilbash (alévis) d'origine turkmène.
En 1826, le corps des janissaires est aboli et les tekke (couvents de derviches) bektachis sont fermés,,.

### Turquie moderne
Depuis l'avènement de la république de Turquie et l'inscription de la laïcité dans la constitution, la situation s'est améliorée même si périodiquement des pogroms sont lancés à l'égard de cette communauté :
- massacre de Dersim (1938) ;
- massacre de Zini Gediği (1938) ;
- massacre de Marash (1978) ;
- massacre de Çorum (1980) ;
- massacre de Sivas (1993) ;
- émeutes dans la banlieue défavorisée de Gazi (1995).

Le gouvernement turc ne reconnaît toujours pas officiellement l'alévisme comme un culte, et les cemevis (lieux de culte) n'ont aucune reconnaissance juridique. Une estimation datée de 2013 donnait 12 à 15 millions d'Alevis en Turquie, soit entre 15 et 20 % de la population du pays.